# Oráculo manual y arte de prudencia

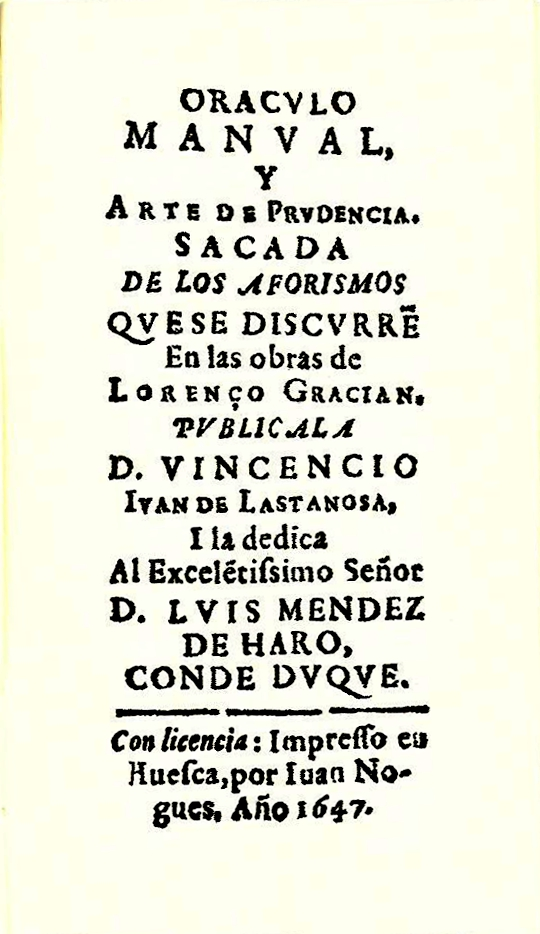
Primera edição de Oráculo manual y arte de prudencia.

Oráculo manual y arte de prudencia (1647) é uma obra pertencente à prosa didática de Baltasar Gracián. No livro consta trezentos aforismos comentados, e oferece um conjunto de normas e orientações para obter triunfo em uma sociedade complexa e em crise, como era a do Barroco, contemporânea do autor. Não só para os interessados pela literatura.
A obra, desde a sua publicação até hoje causa interesse a pensadores e filósofos. A admiração que Arthur Schopenhauer sentiu pelo livro, o levou a traduzir o texto para o alemão, e a sua versão é a mais difundida na língua alemã.
Esta arte da prudência, escrita por Baltasar Gracián, está ainda em vigência na atualidade, como demonstra um trecho na versão em inglês, intitulada The Art of Wordly Wisdom: A Pocket Oracle. Chegou a vender mais de cento e cinquenta mil exemplares, no âmbito anglo-saxônico, ao ser apresentado como um manual de auto-ajuda para executivos. Em 1992, permaneceu dezoito semanas (duas nas primeiras posições), na lista dos mais vendidos, segundo o jornal The Washington Post.
Chegou-se a pensar, que esta obra era uma mera recompilação de sentenças de seus livros anteriores, mas isto só era verdade nos cem primeiros aforismos. O fato de declamar máximas de suas outras obras, foi um novo procedimento, pois até então, era reservado às autoridades as citações dos clássicos da Antiguidade, ou ao menos por autores de reconhecido prestígio. Por ser o Oráculo uma antologia de suas máximas, indica que Gracián se eleva a si mesmo, à altura dos autores literários da época.
O título (Oráculo manual e arte da prudência), funciona como uma antítese, pois "oráculo", tem um sentido de secreto emanado de uma divindade, e a este título se junta o adjetivo manual, isto é, para um uso prático e portátil. A palavra arte se usa na acepção de regras e preceitos para fazer as coisas corretamente, como reconhece o Diccionario de autoridades. Mas a prudência se opõe, pois não há normas certas e universais para a conduta do homem. Em conclusão, o livro seria um precioso e secreto manual de normas de uso prático para a conduta dos homens em um mundo em conflito. Com este tratado, Gracián resume de modo breve muitos dos preceitos de suas obras anteriores dedicadas à filosofia moral.
E o gênero que adota o Oráculo, a diferença dos tratados anteriores, prescinde de argumentação e os exemplos históricos que haviam se habituado em O Herói, O Político e O Discreto. A observação do mundo e aplicação destes conselhos na prática, bastam para garantir a validade e utilidade dos oráculos mundanos.
Seu estilo é a quintessência da economia expressiva e concisão de Gracián, mestre do conceptismo, nesta obra de maior intensidade em concentração semântica em frase breves e elípticas, que se sucedem, em um encadeamento de sentenças. Este caráter faz do Oráculo sua obra de mais difícil leitura, mas também de um maior conteúdo de ideias, constituindo a essência de seu pensamento.